# Roland Vaxelaire
 (janvier 2017).
Pour les articles homonymes, voir Vaxelaire.
Roland Vaxelaire, né le 7 avril 1956, est un homme d'affaires belge. Il est le fils du baron François Vaxelaire

## Biographie
Après des études à l'université catholique de Louvain, il a obtenu un MBA de l'université de Chicago.
Entre 1982 et 2002, il a occupé des postes de direction au sein de Nestlé USA, de Sopad-Nestlé France et du groupe Danone, dont il devient membre du comité exécutif, directeur général de la branche bière en Belgique et directeur Europe.
Administrateur délégué, directeur général et président du comité d’audit du Groupe GIB, il orchestre le rachat de la branche GB par le Groupe Carrefour.
Roland Vaxelaire devient alors administrateur délégué et Directeur Qualité, Développement Durable, Qualité Responsabilité et Risques pour l'ensemble du Groupe Carrefour et président de Carrefour Belgique, et il est également le délégué permanent du groupe Carrefour auprès des institutions européennes. En outre, il devient délégué général de la Fondation internationale Carrefour et administrateur de la Fondation Carrefour Chine.
Roland Vaxelaire a également été administrateur délégué et président du Comité de direction (CEO) d'Alken-Maes, membre du Comité d’Investissement de Phitrust, administrateur de Phitrust Active Investors, de Spadel, de Merieux NutriSciences et de BESIX Foundation, membre du Comité de direction de Kronenbourg, directeur des opérations Europe et membre du Comité de direction d'Évian.
Il est membre de la Table ronde européenne du commerce de détail (ERRT), président du comité de l'environnement d'Eurocommerce, président du Global Food Safety Initiative (GFSI), membre du conseil d'administration et président du Comité d’audit de l'Autorité européenne de sécurité des aliments (EFSA) et membre du Cercle de Lorraine.
Il est fondateur et directeur général de la société de conseil Responsibility Management et administrateur de Philosophie & Management.

## Sources
- Roland Vaxelaire : "Droit dans mes bottes !" (La Libre)
- Mon premier salaire...Roland Vaxelaire Président de Carrefour Belgique (Le Soir)
- Carrefour avale la «boule rouge» Les enseignes GB passent sous pavillon français Carrefour rachète les GB, à un prix à peine soldé L'avenir de GIB est plus incertain que jamais «Attention!», disent les syndicats Le grand chagrin du petit porteur Réactions de «Ceux qui se méritent tous les jours» (Le Soir)
- La boule rouge veut rouler pour tous ses clients : Trois métiers et six enseignes chez GB: presque autant que de manières de faire ses courses Roland et Bob, les deux avants-centres (Le Soir)
- GB se refait la boule pour séduire la bourse (Le Soir)